# Богомир
Богомир је мушко словенско име, које представља кованицу речи „Бог“ и „мир“. Према једном тумачењу, изведено је од имена Бохумир, а према другом од имена Богдан.

## Популарност
У Словенији је ово име 2007. било на 141. месту по популарности.